# Акула-молот зубчаста
Акула-молот зубчаста (Sphyrna lewini) — вид риб-молотів (Sphyrna), найпоширеніший представник роду, що зустрічається в теплих тропічних прибережних водах по всій Землі.

## Ареал
Поширені по всьому світу в помірно теплих і тропічних морях з 46° північної широти до 36° південної широти. Є прибережним пелагічним видом. Зустрічатися на глибинах до 520 метрів, але частіше не глибше 25 метрів.

## Раціон
Хижак, живиться рибою, кальмарами і ракоподібними. Ця акула полює, в основному, на риб, таких, як сардини, скумбрії та оселедці, а іноді й на головоногих молюсків, таких, як кальмари й восьминоги. Великі екземпляри можуть також живитись меншими видами акул, такими, як Мальгаська нічна акула (Carcharhinus melanopterus).